# Llista de nebuloses planetàries
Aquesta és una llista de nebuloses planetàries. Moltes distàncies són estimades (amb l'anotació aprox), ja que les distàncies reals són difícils d'inferir en les nebuloses planetàries.

## Hemisferi nord
| Imatge           | Nom                                         | Catàleg Messier | NGC              | Altres designacions | Data descobriment | Distància (kal) | Magnitud aparent (visual) | Constel·lació |
| ---------------- | ------------------------------------------- | --------------- | ---------------- | ------------------- | ----------------- | --------------- | ------------------------- | ------------- |
| NGC6751          |                                             |                 | NGC 6751         |                     |                   | 6.5             | 15.8                      | Àguila        |
| NGC 6210         |                                             |                 | NGC 6210         |                     |                   | 4.7             | 9.3                       | Hèrcules      |
| NGC 2359         | Nebulosa Casc de Thor                       |                 | NGC 2359         |                     |                   | 15              | 11.45                     | Ca Major      |
| NGC 40           |                                             |                 | NGC 40           |                     | 1788              | 3.5             | 11.4                      | Cefeu         |
| NGC 3242         | Nebulosa Fantasma de Júpiter                |                 | NGC 3242         |                     | 1785              | 1.4             | 8.6                       | Hidra Femella |
| NGC 6826         | Nebulosa ull parpellejant                   |                 | NGC 6826         |                     |                   | 2.0             | 8.8                       | Cigne         |
| NGC 6853         | Nebulosa Dumbbell                           | M27             | NGC 6853         |                     | 1764              | 1.36 +0.16−0.21 | 7.5                       | Guineueta     |
| NGC 6720         | Nebulosa de l'anell                         | M57             | NGC 6720         |                     | 1779              | 2.3 +1.5−0.7    | 9                         | Lira          |
| NGC 2392         | Nebulosa de l'esquimal                      |                 | NGC 2392         |                     | 1787              | 2.9 (aprox.)    | 10.1                      | Bessons       |
| NGC 6302         | Nebulosa del cuc                            |                 | NGC 6302         |                     | 1888 (abans de)   | 3.4 ± 0.5       | 7.1B                      | Escorpió      |
| NGC 6543         | Nebulosa de l'Ull de Gat                    |                 | NGC 6543         |                     | 1786              | 3.3 ± 0.9       | 9.8B                      | Dragó         |
| NGC 6369         | Nebulosa del petit fantasma                 |                 | NGC 6369         |                     | 1800 (abans de)   |                 | 9.9                       | Serpentari    |
|                  | Nebulosa de la medusa                       |                 |                  |                     | 1955              | 1.0 (aprox.)    | 15.99                     | Bessons       |
| NGC 7009         | Nebulosa de Saturn                          |                 | NGC 7009         |                     | 1782              | 3.0 (aprox.)    | 12.8                      | Aquari        |
| NGC 7027         |                                             |                 | NGC 7027         |                     | 1878              | 3.0 (aprox.)    | 10                        | Cigne         |
| NGC 7293         | Nebulosa de l'hèlix                         |                 | NGC 7293         |                     | 1824              | 0.68 +0.15−0.08 | 13.5                      | Aquari        |
| NGC 650, NGC 651 | Nebulosa del Petit Halter                   | M76             | NGC 650, NGC 651 |                     | 1780              | 3.4 (aprox.)    | 10.1                      | Perseu        |
| NGC 3587         | Nebulosa del Mussol                         | M97             | NGC 3587         |                     | 1781              | 2.6 (aprox.)    | 9.9                       | Ossa Major    |
| NGC 6537         | Nebulosa de l'aranya vermella               |                 | NGC 6537         |                     | 1888 (prior to)   | 3.9 (aprox.)    | 11.9                      | Sagitari      |
| M2-9             | Nebulosa papallona o nebulosa raigs bessons |                 |                  | M2-9                | 1947              | 2.1             | 14.7                      | Serpentari    |
| M1-92            | Nebulosa de la petjada                      |                 |                  | M1-92               | 1946              | 15.0 (màxim)    | 11.7                      | Cigne         |
| NGC 2346         |                                             |                 | NGC 2346         |                     | 1802              | 3.9 (aprox.)    | 11.9                      | Unicorn       |
|                  |                                             |                 |                  | Abell 39            | 1955              | 6.8 (aprox.)    | 13.7                      | Hèrcules      |
| PK 164+31.1      | Jones-Emberson 1                            |                 |                  | PK 164+31.1         | 1939              | 1.6 (aprox.)    | 14.0                      | Linx          |
| IC 3568          | Nebulosa tallada de llimona                 |                 |                  | IC 3568             | 1918              | 4.5 (aprox.)    | 12                        | Girafa        |
|                  | Nebulosa bombolla de sabó                   |                 |                  | PN G75.5 1.7        | 2008              | 4 (aprox.)      |                           | Cigne         |
| NGC 7662         | Nebulosa de la Bola de Neu Blava            |                 | NGC 7662         | Caldwell 22         |                   | 1,8             | 12 (aprox.)               | Andròmeda     |

## Hemisferi sud
| Imatge      | Nom                         | Catàleg Messier | NGC      | Altres designacions | Data descobriment | Distància (kal) | Magnitud aparent (visual) | Constel·lació |
| ----------- | --------------------------- | --------------- | -------- | ------------------- | ----------------- | --------------- | ------------------------- | ------------- |
| Hen 2-47    |                             |                 |          | Hen 2-47            |                   | 6.6             |                           | Quilla        |
| NGC 6565    |                             |                 | NGC 6565 |                     |                   |                 |                           | Sagitari      |
| NGC 3132    | Nebulosa anell del Sud      |                 | NGC 3132 |                     | 1888 (abans de)   | 2.6 (aprox.)    | 9.87                      | Vela          |
|             |                             |                 | NGC 2438 |                     | 1786              | 2.9 (aprox.)    | 11.5                      | Popa          |
| IC 4406     | Nebulosa Retina             |                 |          | IC 4406             | 1888-1907         | 2.0 (aprox.)    |                           | Llop          |
| NGC 2440    |                             |                 | NGC 2440 |                     | 1790              | 3.6 (aprox.)    | 9.3                       | Popa          |
| IC 418      | Nebulosa de l'Espirògraf    |                 |          | IC 418              | 1888-1894         | 1.3 (aprox.)    | 9.6                       | Llebre        |
| Hen 3-1357  | Nebulosa de la Rajada       |                 |          | Hen 3-1357          | 1989              | 18 (aprox.)     | 10.75                     | Altar         |
| NGC 5189    | Nebulosa planetària espiral |                 | NGC 5189 |                     | 1835              | 2.6 (aprox.)    | 9.5                       | Mosca         |
|             |                             |                 |          | Mz 1                | 1922              | 3.4 ± 0.5       | 12.0                      | Escaire       |
| Mz 3        | Nebulosa de la formiga      |                 |          | Mz 3                | 1922              | 8.0 (aprox.)    | 13.8                      | Escaire       |
| PLN 329+2.1 | Shapley 1                   |                 |          | PLN 329+2.1         | 1936              | ~1              | 12.6                      | Escaire       |
| MyCn18      | Nebulosa rellotge de sorra  |                 |          | MyCn18              | 1996              | 8.0 (aprox.)    | 13.0                      | Mosca         |
| NGC 3918    |                             |                 | NGC 3918 |                     | 1834              | 4.9             | 8.5                       |               |
| NGC 246     | Nebulosa de l'Esquelet      |                 | NGC 246  |                     | 1785              | 1,8 (aprox.)    | 12                        | Balena        |